# Seleção Austríaca de Futebol
A Seleção Austríaca de Futebol (em alemão:  Österreichische Fußballnationalmannschaft) representa a Áustria nas competições masculinas de futebol da FIFA e é comandada pela Federação Austríaca de Futebol.

## História
Os primeiros históricos de partidas de futebol na Áustria datam do ano de 1870, porém o esporte se tornou popular graças aos fazendeiros da Inglaterra, que gostavam de praticá-lo nas horas vagas. A brincadeira dos britânicos começou a cair no gosto da população e, em 1904, foi criada a Federação Austríaca de Futebol (em alemão:  Österreichischer Fußball-Bund; OFB) que no ano seguinte já estava filiada à Fifa .
Em 1911, surgiu o primeiro campeonato profissional na Áustria. Organizando o futebol nacional e com a mudança nas leis trabalhistas, mudando a jornada de trabalho para oito horas e aumentando o tempo livre das pessoas, os austríacos começaram a se destacar no cenário mundial e, nesse período figuravam como uma grande potência do esporte no mundo.[carece de fontes?]
Durante os anos de 1924 e 1938 o país contava com duas ligas profissionais, a primeira e a segunda divisão, assim como os ingleses. Com tamanha organização, o auge austríaco no futebol ocorreu durante esse período.J
A seleção nacional era conhecida como Time dos Sonhos e sua principal conquista foi a medalha de prata nos Jogos Olimpicos de Berlim, em 1936, quando perdeu para a campeã mundial Itália na final por 2 a 1. Além disso, obteve a quarta posição no Mundial de 1934, sendo derrotada pela Alemanha na disputa do terceiro lugar.[carece de fontes?]
Outra geração de tamanha importância como essa só apareceu nos anos 1950, mais precisamente na Copa do Mundo de 1954, quando eliminou seleções como a Tchecoslováquia, a Escócia e a anfitriã (e arquirrival) Suíça, antes de levar sonoros 6 a 1 da Alemanha Ocidental e ser eliminada nas semifinais. Porém, na decisão do terceiro lugar venceu o Uruguai por 3 a 1 e conquistou sua melhor colocação em mundiais.[carece de fontes?]
Contudo, as participações austríacas em Copas do Mundo foram se tornando cada vez mais raras, sendo que a seleção, ao todo, participou sete vezes da principal competição mundial, mas nunca mais alcançou bons resultados, sendo que o único jogo que pode ser destacado foi a expressiva vitória sobre a então campeã Alemanha Ocidental em 1978 por 3 a 2, com destaque para o artilheiro Hans Krankl, autor de dois gols na partida e Chuteira de Ouro europeu daquela temporada.
A Áustria disputou em 2008 a primeira Eurocopa de sua história. Como um dos países-sede, ao lado da Suíça, a vaga foi assegurada sem a necessidade de disputar as eliminatórias.[carece de fontes?]
A anfitriã do torneio estava no Grupo A, ao lado da tradicional Alemanha, que foi vice-campeã, da Polônia , primeira em seu grupo na fase de classificação e da Croácia, que eliminou a Inglaterra da competição.
Infelizmente a seleção anfitriã não foi bem na primeira fase e não garantiu a sua classificação para as quartas-de-final. Apesar de ter empatado com a Polônia por 1 x 1, a seleção austríaca perdeu para a Alemanha (futura vice-campeã ante a Espanha), por 1 x 0, e para a Croácia, também por 1 x 0.[carece de fontes?]
Em 16 de novembro de 2019, a Áustria garante, com antecedência, a classificação para a Euro 2020 . Na fase de grupos, ela esteve no Grupo C junto com Holanda , Macedônia do Norte e Ucrânia , e estreou com vitória por 3x1 contra a  Macedônia, perdeu para a Holanda por 2x0 e venceu a Ucrânia por 1x0; Com seis pontos, a Áustria se classificou as oitavas-de-final na segunda colocação atrás da Holanda, Para a Áustria esta era sua primeira participação na fase final da Eurocopa. É, portanto, no jogo contra a Itália, pelas oitavas-de-final, que ambas as seleções realizaram um jogo disputado e emocionante, tendo um gol anulado a favor da Áustria por impedimento. O empate de 0 a 0 entre as equipes, fez com que a decisão fosse para a prorrogação, onde os azzurri marcam dois gols nos dez primeiros minutos; No segundo tempo da prorrogação, a Áustria marcou com gol de Kalajdžić que renovou as esperanças para os austríacos, mas o jogo terminou em 2 a 1 para a Itália e a Áustria foi eliminada.
Na Eurocopa de 2024 chegou novamente às oitavas de final, classificando-se em primeiro lugar do seu grupo, após vitória emocionante sobre a Holanda.

## Campanhas de destaque
- Copa do Mundo: 3º lugar (1954)
- Jogos Olímpicos: medalha de prata (1936)
- Eurocopa: 12º lugar (2021)
- Campeonato Mundial de Futebol Sub-20: 4º lugar (2007)

## Desempenho em competições

### Copas do Mundo
| Ano       | Fase               | Posição            | J                  | V                  | E                  | D                  | GP                 | GC                 |                    |
| --------- | ------------------ | ------------------ | ------------------ | ------------------ | ------------------ | ------------------ | ------------------ | ------------------ | ------------------ |
| 1930      | Não participou     | Não participou     | Não participou     | Não participou     | Não participou     | Não participou     | Não participou     | Não participou     |                    |
| 1934      | Quarto lugar       | 4/16               | 4                  | 2                  | 0                  | 2                  | 7                  | 7                  |                    |
| 1938      | Desistiu           | Desistiu           | Desistiu           | Desistiu           | Desistiu           | Desistiu           | Desistiu           | Desistiu           |                    |
| 1950      | Não participou     | Não participou     | Não participou     | Não participou     | Não participou     | Não participou     | Não participou     | Não participou     |                    |
| 1954      | Terceiro lugar     | 3/16               | 5                  | 4                  | 0                  | 1                  | 17                 | 12                 |                    |
| 1958      | Primeira-fase      | 15/16              | 3                  | 0                  | 1                  | 2                  | 2                  | 7                  |                    |
| 1962      | Não participou     | Não participou     | Não participou     | Não participou     | Não participou     | Não participou     | Não participou     | Não participou     |                    |
| 1966–1974 | Não classificou-se | Não classificou-se | Não classificou-se | Não classificou-se | Não classificou-se | Não classificou-se | Não classificou-se | Não classificou-se |                    |
| 1978      | Segunda-fase       | 7/16               | 6                  | 3                  | 0                  | 3                  | 7                  | 10                 |                    |
| 1982      | Segunda-fase       | 8/24               | 5                  | 2                  | 1                  | 2                  | 5                  | 4                  |                    |
| 1986      | Não classificou-se | Não classificou-se | Não classificou-se | Não classificou-se | Não classificou-se | Não classificou-se | Não classificou-se | Não classificou-se |                    |
| 1990      | Primeira-fase      | 18/24              | 3                  | 1                  | 0                  | 2                  | 2                  | 3                  |                    |
| 1994      | Não classificou-se | Não classificou-se | Não classificou-se | Não classificou-se | Não classificou-se | Não classificou-se | Não classificou-se | Não classificou-se |                    |
| 1998      | Primeira-fase      | 23/32              | 3                  | 0                  | 2                  | 1                  | 3                  | 4                  |                    |
| 2002–2022 | Não classificou-se | Não classificou-se | Não classificou-se | Não classificou-se | Não classificou-se | Não classificou-se | Não classificou-se | Não classificou-se | Não classificou-se |
| 2026      | À definir          | À definir          | À definir          | À definir          | À definir          | À definir          | À definir          | À definir          |                    |
| Total     | 7/21               | 0 títulos          | 29                 | 12                 | 4                  | 13                 | 43                 | 47                 |                    |

### Eurocopas
| Ano       | Fase               | Posição            | J                  | V                  | E                  | D                  | GP                 | GC                 |
| --------- | ------------------ | ------------------ | ------------------ | ------------------ | ------------------ | ------------------ | ------------------ | ------------------ |
| 1960–2004 | Não classificou-se | Não classificou-se | Não classificou-se | Não classificou-se | Não classificou-se | Não classificou-se | Não classificou-se | Não classificou-se |
| 2008      | Primeira-fase      | 13/16              | 3                  | 0                  | 1                  | 2                  | 1                  | 3                  |
| 2012      | Não classificou-se | Não classificou-se | Não classificou-se | Não classificou-se | Não classificou-se | Não classificou-se | Não classificou-se | Não classificou-se |
| 2016      | Primeira-fase      | 22/24              | 3                  | 0                  | 1                  | 2                  | 1                  | 4                  |
| 2021      | Oitavas de final   | 12/24              | 4                  | 2                  | 0                  | 2                  | 5                  | 5                  |
| 2024      | Oitavas de final   | 9/24               | 4                  | 2                  | 0                  | 2                  | 7                  | 6                  |
| Total     | 4/17               | 0 títulos          | 14                 | 4                  | 2                  | 8                  | 14                 | 18                 |